# Luigi Ghirri
Luigi Ghirri (Scandiano, 5 gennaio 1943 – Reggio Emilia, 14 febbraio 1992) è stato un fotografo italiano.

## Biografia
Nato a Fellegara di Scandiano, in provincia di Reggio Emilia, Ghirri inizia a fotografare nel 1969, collaborando e confrontandosi con artisti concettuali. Geometra per lavoro, artisticamente per tutti gli anni settanta procede componendo serie evocative dei vari temi della visione: l'immagine naturale e quella artificiale, l'ambiguità del paesaggio contemporaneo, la citazione della storia, l'immaginario del consumo. In quegli anni entra in contatto con Massimo Mussini e Arturo Carlo Quintavalle, inizia una proficua collaborazione con lo CSAC, che conserva ora la più ampia raccolta di sue stampe originali, a cui dona periodicamente aggiornamenti della sua opera, con cui collabora anche come membro del comitato scientifico della Sezione Fotografia, suggerendo e indicando materiali storici da acquisire.
Nel 1979 CSAC gli dedica un'ampia rassegna che antologizza tutta l'opera precedente e costituisce un punto di svolta per la sua vicenda. Prosegue poi con ricerche orientate al paesaggio, all'architettura (sollecitato in questo da Aldo Rossi), collabora e stringe amicizia con scrittori e musicisti (tra cui Gianni Celati, Ermanno Cavazzoni, Antonio Tabucchi, Lucio Dalla) ed organizza originalissime imprese collettive, coinvolgendo altri fotografi attivi sugli stessi temi, di descrizione del paesaggio italiano, tra cui vanno ricordati Viaggio in Italia (1984) e Esplorazioni sulla Via Emilia (1986).
Il progetto di Viaggio in Italia in particolare, ideato da Ghirri e curato oltre che da lui stesso da Gianni Leone ed Enzo Velati, è una pietra miliare per la fotografia italiana, costituendo un manifesto non ufficiale della scuola di paesaggio italiana nata in quegli anni. Si tratta di un libro (Luigi Ghirri, Gianni Leone, Enzo Velati, a cura di, Viaggio in Italia - Il Quadrante, Alessandria 1984) e di una mostra itinerante che raccoglieva immagini di molti autori sia italiani che, in misura minore, stranieri, come Olivo Barbieri, Gabriele Basilico, Giannantonio Battistella, Vincenzo Castella, Andrea Cavazzuti, Giovanni Chiaramonte, Mario Cresci, Vittore Fossati, Carlo Garzia, Guido Guidi, Luigi Ghirri, Shelley Hill, Mimmo Jodice, Gianni Leone, Claude Nori, Umberto Sartorello, Mario Tinelli, Ernesto Tuliozi, Fulvio Ventura, Cuchi White. Dal 1983 al 1985 tiene corsi di Storia della fotografia all'Istituto di Storia dell'Arte dell'Università degli Studi di Parma.
Nel 2024 la casa editrice Quodlibet pubblica il facsimile del libro Viaggio in Italia, diventato nel frattempo introvabile se non a prezzi elevati sul mercato dei collezionisti, accompagnato da un fascicolo di 48 pagine con un saggio sulla genesi e la fortuna critica di Viaggio in Italia a cura di Matteo Balduzzi, Fabio De Chirico, Gabriella Guerci, Matteo Piccioni, da una nota di Adele Ghirri e dalle traduzioni in francese e in inglese dei testi originali di Arturo Carlo Quintavalle e di Gianni Celati (nel libro pubblicate in italiano).
Dal 1981, su sollecitazione da Vittorio Savi, si confronta con la fotografia di architettura nel territorio. In particolare fotograferà per lo stesso Savi, per Aldo Rossi e Paolo Zermani. Negli stessi anni stringe amicizia con lo scrittore Gianni Celati. I suoi paesaggi sono sospesi, non realistici, per certi versi metafisici, spesso privi di figure umane ma mai privi dell'intervento dell'uomo. L'uso di colori delicati e non saturi è fondamentale nella sua poetica e nasce dalla stretta collaborazione con il suo stampatore Arrigo Ghi. Di notevole spessore gli scatti dello studio bolognese di via Fondazza del pittore Giorgio Morandi. Autore di copertine di numerosi album per la RCA sia di musica classica che di artisti italiani come Lucio Dalla, Gianni Morandi, Luca Carboni, CCCP - Fedeli alla linea (Epica Etica Etnica Pathos), Stadio, Ciao Fellini, Robert & Cara e altri. Viene improvvisamente a mancare a causa di un infarto nel 1992, all'età di 49 anni. Come lo ha definito Massimo Mussini, è stato certamente uno dei maggiori e più influenti fotografi italiani del Novecento.

## Riferimenti e omaggi
- I Modena City Ramblers gli hanno dedicato la canzone L'uomo delle pianure, pubblicata nell'album Fuori campo del 1999.
- Elisabetta Sgarbi ha presentato al Festival di Venezia del 2009 un film sul fotografo di Scandiano intitolato Deserto Rosa.[13]
- La raccolta dei  CCCP fedeli alla linea intitolata Ecco i miei gioielli del 1992  è dedicata  a L. Ghirri.

## Risorse
L'Archivio Luigi Ghirri, con sede nell'ultima residenza dell'artista a Roncocesi, nasce nel 1992 con lo scopo di diffondere e valorizzare l’opera del fotografo. Le pellicole sono conservate presso la fototeca della Biblioteca Panizzi di Reggio Emilia. I diritti legati all’utilizzo delle immagini sono di esclusiva proprietà degli Eredi Luigi Ghirri.
Luigi Ghirri è rappresentato dalle gallerie Matthew Marks e Mai 36 Galerie.
Al Centro studi e archivio della comunicazione di Parma è conservato un fondo archivistico Luigi Ghirri costituito da opere realizzate dall'artista in tutto l’arco della sua carriera. Questo fondo contiene 670 stampe, 3 opere composite (Slot-machine, Km 0,250 di esposizione, Infinito), oltre a 147 stampe a colori 30x40 eseguite da Arrigo Ghi nel 1993 a cura di Paola Borgonzoni Ghirri per l'esposizione Muri di Carta/Biennale d'arte di Venezia 1993. Il fondo è pubblico e consultabile, ad eccezione di alcune serie ed oggetti che per motivi di conservazione sono esclusi anche dal prestito.

## Strumenti

### Le macchine fotografiche
- 1967-1968: Voigtlander Bessamatic 24x36mm a telemetro con ottica fissa e fotocamera usa e getta dell'ali.
- 1969-1972: Olympus Pen (24x18mm) e la prima fotocamera reflex.
- 1977-1978: Canon AE-1
- 1979 in poi: vari modelli di Polaroid, 100, SX-70, 600 e Image.
- 1980: è invitato dalla Polaroid Intl. ad Amsterdam per utilizzare una fotocamera sperimentale di formato 20x24" e 8x10".
- Anni ottanta: Pentax 645 (6x4.5 cm) e Pentax 67 (6x7cm).
- Da metà anni '80: Mamiya RB67 e Mamiya RZ67 (6x7cm).

### Le ottiche
Lavorava soprattutto con obiettivi a focale intermedia e a volte usava grandangolo e teleobiettivo.

### I negativi
Luigi Ghirri ha utilizzato negativi e diapositive dei formati: 24x36 mm, 3.5x5 cm, 4.5x6 cm, 5.5x5.5 cm, 5x6 cm, 6x6 cm, 6x7 cm, 6x8 cm, 6x9 cm.

## Opere
- Catalogo (1971-1972)
- Week End - Atlante (1973)
- Km. 0,250 (1973)
- Infinito (1974)
- Paesaggi di cartone (1971-1974)
- Colazione sull'erba (1972-1974)
- Kodachrome (1970-1978)
- In scala (1977-1978)
- Vedute (1970-1979)
- Italia ailati (1971-1979)
- Il paese dei balocchi (1972-1979)
- Identikit (1976 -1979)
- Diaframma 11, 1/125, luce naturale (1979)
- Geografia immaginaria (1979-1980)
- Snapshot (1980)
- Still life (1978-1981)
- Polaroid (1980-1981)
- Topografia-Iconografia (1980-1981)
- Tra albe e tramonti (1982-1983)
- Il lavoro degli artigiani (1984)
- Esplorazioni sulla via Emilia - Vedute nel paesaggio (1985)
- Versailles (1985)
- Terme dell'Emilia-Romagna (1987)
- Il Palazzo dell'Arte (1980-1988)
- Un piede nell'Eden (1984-1988)
- Le case (1976-1989)
- Paesaggio italiano (1980-1989)
- Il profilo delle nuvole (1980-1989)
- Vedute di città (1976-1990)
- I luoghi teatrali (1983-1990)
- Le architetture (1982-1992)

## Mostre deIl profilo delle nuvole
- 06/10/97 - 23/10/97 - Los Angeles, Istituto Italiano di Cultura
- 13/12/97 - 31/01/98 - Legnago, Museo Fioroni
- 15/02/98 - 26/02/98 - Houston, Fotofest '98
- 05/03/98 - 04/04/98 - New York, Istituto Italiano di Cultura
- 16/06/98 - 19/07/98 - Reggio Emilia, Palazzo Magnani
- 17/09/98 - 01/10/98 - S. Francisco, Istituto Italiano di Cultura
- 14/11/98 - 13/12/98 - Pisa, Palazzo Lanfranchi
- 18/12/98 - 17/01/99 - Bologna, ex chiesa di San Mattia
- 26/02/99 - 17/04/99 - Rochester, Visual Studies Workshop
- 30/04/99 - 16/05/99 - Lecco, Scuderie Manzoni
- 30/07/99 - 27/08/99 - Londra, Istituto Italiano di Cultura
- 05/10/99 - 22/10/99 - Edimburgo, Edinburgh College of Art
- 15/02/00 - 31/03/00 - Salisburgo, Literaturhaus Salzburg
- 14/06/00 - 31/08/00 - Madrid, Museo Nacional de Ciencias Naturales
- 06/10/00 - 26/11/00 - Passau, Verlagsgruppe Passau GmbH
- 14/12/00 - 04/02/01 - Milano, Fondazione delle Stelline
- 22/09/01 - 04/11/01 - Cesano Maderno, Biblioteca Comunale
- 18/10/01 - 18/11/01 - Bologna, ex chiesa di San Mattia
- 17/02/02 - 07/04/02 - Caltagirone, Galleria Luigi Ghirri
- 15/09/02 - 13/10/02 - Gualtieri, Palazzo Bentivoglio
- 15/05/03 - 05/06/03 - Salisburgo, Höribacherhof am Mondsee
- 20/04/04 - 20/05/04 - Mosca, Moscow House of Photography
- 10/11/04 - 15/12/04 - Finale Emilia, Osteria La Fefa
- 02/04/05 - 15/05/05 - Ferrara, Castello Estense - Sala Imbarcadero
- 08/11/05 - 08/12/05 - Santa Cruz de Tenerife, Fotonoviembre 2005
- 19/05/06 - 19/06/06 - Brescia, Palazzo Bailo
- 06/07/06 - 08/10/06 - Verona, Scavi Scaligeri
- 22/09/06 - 31/12/07 - Milano, Unicredit Private Banking
- 10/10/13 - 14/10/13 - Verona, Fiera di Verona padiglione 11
- Altre mostre
- 03/02/12 - 11/03/12 - Le scatole viventi, Luigi Ghirri Project Prints, Rivoli (Torino), Museo d’arte contemporanea Castello di Rivoli.
- 02/05/14 - 27/07/14 - Luigi Ghirri. Pensare per immagini - Reggio Emilia, Chiostri di San Pietro
- 31/07/15 - 30/09/15 - Luigi Ghirri. Dublino, The Douglas Hyde Gallery, Trinity College
- 25/05/18 - 26/08/18 - Luigi Ghirri. Il paesaggio dell'architettura - Milano, La Triennale
- 24/10/19 - 24/11/19 - Prospettive industriali - Biennale Foto/Industria, Bologna, sotterranei di Palazzo Bentivoglio
- 17/12/22 - 26/02/23 - Labirinti della visione, Luigi Ghirri 1991 - Parma, Palazzo del Governatore